# Клеричка песничка вештина
Клеричка песничка вештина представља један од најзначајнијих токова у оквиру шпанске средњовековне поезије. Означава учену поезију на кастиљанском језику коју су писали свештеници и други образовани људи у Шпанији. Појам „клеричке песничке вештине“ (шп. mester de clerecía) потиче од речи клерик (шп. clérigo), која означава образованог човека, најчешће и доброг познаваоца латинског језика, мада су дела која припадају овој врсти поезије писана на народном, старошпанском језику. Синтагма  настаје у XIII веку, вероватно по угледу на појам хугларска песничка школа (шп. mester de juglaría), која је представљала својеврсни контраст клеричкој вештини и односила се на писање и извођење јуначких епских песама, често од стране анонимних аутора и народних певача.

## Порекло
Ова поезија настаје вероватно по угледу на француску и провансалску, а Кастиљом се шири највише током XIII и XIV века. С друге стране, постоје мишљења и да је потекла од ритмичке поезије на латинском језику сродњевековних студената луталица, а то указује на њену учену основу. Истовремено, клеричке песме, писане на народном језику, представљају контраст у односу на ту поезију на латинском, коју необразовани народ није могао да разуме због ученог вокабулара и разних стилских фигура, али и у односу на већ поменуту хугларску, што се наговештава у другој строфи једног од познатих дела клеричке вештине, „Књизи о Александру“ (шп. Libro de Alexandre), у стиху: „Mester trago fermoso, non es de joglaría...“. У истој строфи помиње се и назив чувене клеричке строфе, куадерне вије (шп. cuaderna vía).

## Одлике и значај
Песме које припадају клеричкој песничкој вештини најчешће су писане на религиозне теме, од којих су кастиљански аутори најрадије бирали маријанске; дидактичко-моралистичке, али и забавне теме, мада се међу значајним делима ове врсте поезије налази и спев великог обима о шпанском националном хероју Фернану Гонсалесу (шп. Fernán González).
Најважнија одлика ове поезије јесте нова метричка форма коју су увели клерици. У питању је строфа куадерна вија, чији назив највероватније потиче од речи quadrivium, која је означавала највиши ниво образовања у Шпанији у средњем веку. Други назив за ову строфу је tetrástrofo monorrimo alejandrino, због тога што садржи четири стиха који су увек једнаке дужине – имају по четрнаест слогова и обједињени су истоветном консонантском римом. У односу на елементарну метричку форму хугларских епских песама, cuaderna vía значи велики формални напредак. Овакав тип строфе сматра се првим који се појављује у кастиљанској поезији.
Стих од четрнаест слогова у шпанској књижевности назива се александринцем, али се разликује у односу на француски, који се састоји од дванаест слогова. Неки историчари књижевности сматрају да шпански александринац потиче од француског, с обзиром на то да је тема из поменуте „Књиге о Александру“, по којој је овај стих добио име, такође пореклом из француске књижевности.
Иако су ова дела сматрана ученом поезијом, за разлику од хугларске која је рецитована од стране народних певача, и она су била намењена усменом извођењу, па је повремено и стил био прилагођаван необразованом народу, односно, коришћене су њему познате метафоре, речи и формуле из хугларске поезије. На основу природе дела, закључује се да је намера аутора била да поучи народ певајући о узвишеним примерима и причама из живота мученика, светаца или Богородици, истовремено забављајући га (шп. deleitar enseñando), као што ће то бити случај са многим каснијим делима из шпанске књижевности.

## Најзначајнији представници

### Гонсало де Берсео
Гонсало де Берсео (шп. Gonzalo de Berceo) био је песник из XIII века, клерик са добрим књижевним образовањем. Његово дело обично се дели на три групе: животописи светаца, дела на маријанске теме и литургијска дела. 
Берсео је скоро половину своје поезије посветио Богородици. Дело које га је прославило јесте Milagros de Nuestra Señora (срп. Чуда наше госпе), које је почео да пише пре 1246. године. Збирка обухвата 25 песама о чудима Богородице и, логично, припада делима на маријанске теме. 
Песмама претходи увод који Богородицу представља као универзалну спону између Бога и човека. Иако је дело веома значајно, оно није оригинално, јер му се извори могу пронаћи у неким песмама на латинском језику које потичу из XI века и већ су биле познате западној Европи, осим последње песме, чији је извор непознат. Ових 25 песама може се поделити у три тематске целине: песме у којима Богородица награђује или кажњава човека, песме у којима Богородица спасава човека од греха захваљујући својој великој милости, песме у којима Богородица човека ослобађа грешних мисли и нагона.
-{“Mester trago fermoso, non es de joglaría,
mester es sen pecado, ca es de clerezía:
fablar curso rimado por la cuaderna vía,
a síllavas cuntadas, ca es grant maestría.”}- (vv. 5-8)
Друга Берсеова дела која припадају клеричкој вештини и која ваља поменути су: Vida de San Millán, Vida de Santa Oria, Duelo de la Virgen. Vida de San Millán је његово прво дело и открива доста биографских података о аутору. Може се поделити на три веће целине, односно књиге, и говори о животу и постхумним чудима светог Емилијана. Vida de Santa Oria настаје средином XIII века и посвећено је животу монахиње која је живела у манастиру San Millán, у ком је Гонсало де Берсео рођен. У делу Duelo de la Virgen, где Богородица приповеда о Христовој патњи, аутор успешно комбинује нарацију са чисто лирским елементима.

#### Књига о Аполону
Књига о Аполону (шп. Libro de Apolonio) је дело настало, како историчари књижевности сматрају, вероватно крајем XIII века. Аутор је непознат, али се претпоставља да је био клерик с обзиром на морализаторски карактер дела и учени стил којим је оно писано, али критичари не могу да се сложе око узора по ком је настало: да ли је у питању латински, или неки каснији, можда француски или провансалски текст. Ипак, слажу се да је верзија на старошпанском прилично оригинална и до данас је сачуван само један рукопис који потиче са краја века.
Оригиналност дела, које аутор назива romançe, огледа се у другачијем представљању тока радње: нема увођења војске, сукоба, снага протагонисте налази се у његовој мудрости, а тип љубавних односа који је представље у стихова јесте cortesano, нов за доба у ком је дело писано.
Садржином ова поема подсећа на византијски, односно пустоловни роман, с обзиром на то да обухвата дванаест путовања током којих се протагонисти дела растају и поново састају прелазећи различите препреке, са кружном структуром јер Аполон на крају стиже на место са ког је почео путовање. Како сматрају књижевни критичари, суштина ове поеме је приказ различитих начина на које човек може да достигне срећу у животу.
-{“En el nombre de Dios e de Santa María,
si ellos me guiassen estudiar querría,
componer un romançe de nueva maestría
del buen rey Apolonio e de su cortesía.”}- (vv. 1-4)

#### Књига о Александру
Дело (шп. Libro de Alexandre ) је настало је почетком XIII века и сматра се једним од првих које припада овој вештини, а његов значај проналазимо и у садржини, зато што износи нове идеје, до тада непознате на Иберијском полуострву, али и у форми, с обзиром на то да се користи нова строфа, формално савршена у односу на тада популарну хугларску поезију која није била метрички уобличена. Протагониста дела представљен је као херој не само по снази и умећу баратања оружјем, већ и по памети и сналажљивости, па је отуда ово дело понекад служило као пример како треба образовати младе племиће.
Данас се ово дело чува у два рукописа, који се не поклапају у свим деловима, и неколико фрагмената, али ниједан од њих не садржи интегралну верзију дела: неки одломци су изгубљени, па је сачувано укупно око 2675 строфа. Оно што је занимљиво јесте да се у та два рукописа као аутори помињу два различита писца, па се до данас не зна са сигурношћу ко је заиста написао „Књигу о Александру”. У једном од рукописа, једна строфа открива да се ради о Гонсалу де Берсеу (шп. Gonzalo de Berceo): (шп.“Si queredes saber quien fiz’ este ditado,/Gonçalo de Berçeo es por nonbre llamado.“) Међутим, у другом рукопису се помиње извесни Хуан Лоренсо (шп. Juan Lorenzo), такође клерик.
-{“Mester trago fermoso, non es de joglaría,
mester es sen pecado, ca es de clerezía:
fablar curso rimado por la cuaderna vía,
a síllavas cuntadas, ca es grant maestría.”}- (vv. 5-8)

### Хуан Руис
Хуан Руис (шп. Juan Ruiz) је аутор једног од најважнијих дела шпанске средњовековне књижевности и истовремено једног од најзначајнијих дела која припадају клеричкој песничкој вештини. О његовом животу се зна веома мало: сигурно је да је био клерик, односно архипрезбитер у месту Ита, а критичари се не слажу чак ни око места у ком се родио, мада се претпоставља да је то била Алкала де Енарес. Своје најважније дело, Libro de buen amor (срп. Књига о доброј љубави ), писао је отприлике између 1330. и 1343. године. Чак ни сам наслов дела није у потпуности сигуран, с обзиром на то да постоји више од једног рукописа, а у време настанка, књига је била позната под називом Libro del Arçipreste de Hita.
Свест о употреби нове, формално усавршене, строфе куадерне вије, да би народ боље запамтио оно о чему се говори, сведочи о томе да је Хуану Руису свакако било познато дело Libro de Alexandre.
-{“E porque mejor sea de todos escuchado,
fablarvos he por trobas e por cuento rimado...”}- строфа 15
Тему дела је врло тешко дефинисати, с обзиром на то да је главна наративна нит прекинута многим дигресијама, епизодама, примерима. Може се рећи да глави ток прати љубавна збивања у животу аутора, успут подучавајући читаоца и износећи своје виђење две стране љубави: buen amor, која представља истинску, духовну љубав и loco amor, која се односи на телесно и нагонско. Овоме доприносе симболична имена ликова: доња Cuaresma, што на шпанском значи пост, и дон Carnal, који симболизује нешто телесно.
Дело ни метрички није хомогено, јер се осим строфе куадерне вије јављају и други облици, као што су кантике које приказују ауторове сусрете са пастирицама, написане у осмерцима са асонантском римом, или сехел (шп. zéjel), традиционална шпанска метричка форма арапског порекла.
Ово оригинално дело Хуана Руиса, упркос свом великом значају, није имало следбенике нити је допринело стварању нове књижевне врсте па остаје јединствени пример у целокупној шпанској књижевности.

## Значајна дела

### 
Аутор овог дела, које настаје отприлике крајем XIV века, јесте дон Перо Лопес де Ајала (шп. Pero López de Ayala). Дело представља друштвену критику и у њему се разматрају политичка, морална и религиозна питања тадашњег шпанског друштва и управо због тога се сматра да је аутор одабрао куадерну вију за метричку форму у којој ће изнети своја размишљања, иако је до овог периода она већ у некој мери застарела. Дело се одликује оштрим и некада ироничним критикама Лопеса из Ајале и садржи обиље тема које су биле актуелне у његово време: постоји једно поглавље о теологији, затим кантиге о Богородици, а неки делови су готово документарног карактера и представљају одлично сведочанство о обичајима и вредностима на шпанском двору, који је аутор савршено добро познавао. Структурално, дело садржи три целине: први део обухвата скоро половину дела и сматра се најоригиналнијим јер ту аутор износи своју друштвену критику; други део представљају песме посвећене Богородици, а трећи део је заправо коментар дела Moralia in Iob чији је аутор свети Грегорије. 
Овај спев (срп. Песма о Фернану Гонсалесу) о шпанском националном хероју један је од најзначајнијих у историји шпанске књижевности. Данас се чува у дворцу Ескоријалу, али није у питању оригинал, већ доста каснији рукопис, из XV века, због чега је ова верзија прошла одређену модернизацију језика. Сматра се да оригинал потиче из средине XIII века.
Дело говори о Фернану Гонсалесу (шп. Fernán González), чија је личност важна за историју Кастиље. Читав спев написан је у строфама куадерна вија, чији се стихови деле на полустихове, седмерце. Има сличну структуру као : први део спева служи читаоцу као увод у суштински део спева, у ком се приповеда о подвизима Фернана Гонсалеса, борби против муслимана и независности Кастиље. Делу недостаје крај због многобројних преписивања, али су историчари књижевности успели да га реконструишу захваљујући прозној верзији овог дела која се налази у књизи Estoria de España Алфонса X Мудрог (шп. Alfonso X el Sabio), данас познатијој под именом Primera crónica general, чији је уредник књижевни историчар Рамон Менендес Пидал (шп. Ramón Menéndez Pidal).
-{“En el nonbre del Padre que fizo toda cosa,
el que quiso nasçer de la Virgen preçiossa,
e del Spíritu Santo que igual d’ellos posa,
del conde de Castilla quiero fer una prosa.”}- (vv. 1-4)